# Frint János
Frint János (Ferenchalom, 1885. szeptember 16. – Ora, 1918. február 27.) az Osztrák–Magyar Monarchia 6 légi győzelmet arató ászpilótája volt az első világháborúban.

## Élete
Frint János 1885. szeptember 16-án született a Torontál vármegyei Ferenchalmon. A reáliskola után a temesvári hadapródiskolában tanult tovább és 1906-tól már az 51. gyalogezred állományához tartozott. 1909-ben már zászlósként szolgált a 65. gyalogezredben. A világháború kitörésekor, 1904. augusztus 1-én előléptették főhadnaggyá és századparancsnokként az orosz frontra irányították.  November 14-én súlyosan megsebesült és felépülése után sem volt már alkalmas a gyalogos frontszolgálatra. Frint a Légjárócsapatokhoz jelentkezett, amelynek állományába 1915. december 27-én vették fel. Miután elvégezte a megfigyelőtiszti tanfolyamot, az olasz frontra küldték, a 23. repülőszázadhoz. 
1916. április 29-én felderítő gépüket a Monte Tombánál egy olasz Farman támadta meg, amit a géppuskát kezelő Frint szerencsésen kilőtt. Június 7-én Frint a századparancsnok, Kostrba százados megfigyelője volt, amikor találkoztak egy Trento bombázásából hazafelé tartó Farmannal; mintegy egyórás légiharc után az olasz gép földre kényszerült. Június 29-én a Monte Pasubionál tört ki ádáz harc egy osztrák-magyar és egy olasz kötelék között, amelynek során Frint és Kostrba három Farman repülőgépet lőtt le. 1916. augusztus 8-án megszerezte hatodik és utolsó légi győzelmét is egy Nieuport lelövésével. 
1916 szeptemberének elején a 12. repülőszázadnál megkezdte a pilótatanfolyamot, amit november 20-ára végzett el. Előbb a 8. repülőpótszázad főpilótája (parancsnokhelyettese) lett, ezután a 15. és 2. pótszázadok parancsnokává nevezték ki. 1917. május 1-én előléptették századossá. Szeptemberben visszakerült a frontra, a keleti arcvonalon állomásozó 27. repülőszázad parancsnoka lett. Október 27-én felderítő feladat közben kényszerleszállást kellett végrehajtania.  
Miután 1917 decemberében Oroszország megkezdte a különbéke-tárgyalásokat, 1918 januárjában a századot áthelyezték az olasz frontra, Ora repülőterére. Február 27-én Frint János egy Albatros D.III-at tesztelt, amikor a repülőgépnek összetört a szárnya és lezuhant, pilótája pedig életét vesztette. 

## Kitüntetései
- Vaskoronarend III. osztály a hadidíszítménnyel és kardokkal
- Katonai Érdemkereszt III. osztály hadidíszítménnyel és kardokkal
- Ezüst Katonai Érdemérem hadiszalagon, kardokkal
- Bronz Katonai Érdemérem hadiszalagon, kardokkal
- Károly-csapatkereszt
- Katonai Jubileumi Kereszt
- Ezüst Katonai Szolgálati Érem I. osztály
- Tiszti Ezüst Vitézségi Érem

## Győzelmei
| Sorszám | Dátum             | Beosztási hely   | Repülőgép             | Ellenfél       | Hely           |
| ------- | ----------------- | ---------------- | --------------------- | -------------- | -------------- |
| 1       | 1916. április 29. | 23. repülőszázad | Lloyd C.III           | Farman         | Monte Tomba    |
| 2       | 1916. június 7.   | 23. repülőszázad | Hansa-Brandenburg C.I | Farman         | Corno d'Aquilo |
| 3       | 1916 június 29.   | 23. repülőszázad | Hansa-Brandenburg C.I | Farman         | Val d'Leogra   |
| 4       | 1916 június 29.   | 23. repülőszázad | Hansa-Brandenburg C.I | Farman         | Val d'Leogra   |
| 5       | 1916 június 29.   | 23. repülőszázad | Hansa-Brandenburg C.I | Farman         | Val d'Leogra   |
| 6       | 1916 augusztus 8. | 23. repülőszázad | Hansa-Brandenburg C.I | Nieuport Scout | Val Grezzana   |